# 霄仁厝福興宮
霄仁厝福興宮位於雲林縣麥寮鄉瓦磘村霄仁47之17號（麥寮霄仁社區），主祀李府千歲、蕭公法主、蘇府千歲、徐府千歲、吳府千歲，合稱五府千歲，為該社區的信仰中心。該地區現中華民國時期為「霄仁厝」、日治時期為「肖仁厝」、清治時期為「蕭壟厝庄」。

## 外部連結
- 麥寮鄉公所
- 麥寮霄仁厝福興宮歷史 （页面存档备份，存于）